# August Wilhelm Dennstedt
August Wilhelm Dennstedt (1776-1826), va ser un metge i botànic alemany. També va ser alcalde de Magdala i des de 1818 director científic del Jardí Botànic de Belvedere a Weimar
1. ↑  Es poden consultar els tàxons descrits per aquest autor a International Plant Names Index (anglès)